# Narayani (Zone)
Narayani (Nepali: नारायणी अञ्चल Narayani Anchal) war eine der 14 ehemaligen Verwaltungszonen in Nepal.
Sie war nach dem größten Fluss der Zone, dem Narayani (Gandak) benannt. Die Zone lag in der damaligen Entwicklungsregion Mitte und erstreckte sich entlang der indischen Grenze. Verwaltungssitz war Birganj.
Narayani bestand aus 5 Distrikten:
- Bara
- Chitwan
- Makwanpur
- Parsa
- Rautahat

Durch die Verfassung vom 20. September 2015 und die daraus resultierende Neugliederung Nepals in Provinzen wurden die Distrikte diese Zone aufgeteilt und den neugeschaffenen Provinzen Nr. 2 und Bagmati zugeordnet.